# Регулярные части авантюристов
«Регулярные части авантюристов» (РЧА) — московская музыкальная группа, образованная осенью 1996. Автором песен является вокалистка Оксана Мусина (род. 22 октября 1969), сценический псевдоним — Оксана Чушь (принято также написание Оксана Чушъ).
Ранний стиль группы определяется как «альтернативный джаз-
рок» (рок с элементами фанка, ска, джаза, диско), более поздний — как «экстремальный шансон» (мелодии и ритмы танго, босса-новы, блюза и классики мягко переплетаются с исконно русскими мотивами).

## История
Вокалистка и автор песен Оксана Чушь родилась в семье военного, объездила с отцом пол-страны, жила и в Крыму, и за Полярным кругом.  В 1996 Оксана пела в группе Отель Безумие. В ноябре 1996 она и гитарист/вокалист/автор песен Александр Раднаскел (Пеньков) решили записать акустический альбом, для чего пригласили перкуссиониста Джона Кукарямбу. Вскоре к ним присоединился гитарист Михаил Машинистов, и в данном составе группа начала активно играть по московским клубам. Первоначальное название группы было просто «Регулярные части», его придумала администратор Юлия Шутова; позже к названию добавилось слово «…Авантюристов».
В феврале 1997 года из группы уходит Машинистов и приходит Ксява Черная (бас-гитара). В марте 1997 года приходит Андрей Мифодин (соло-гитара). Но с ними группа играет только до сентября, когда «Регулярные Части» пополнили клавишница Марина Хаустова и бас-гитарист Эльдар из группы «Малюта Скуратов». Тогда же в концертах принимают участие сессионные музыканты — клавишник Янис Сурвило и бас-гитарист из группы «Тесно» Михаил Митрофанов, который оставался штатным бас-гитаристом вплоть до появления в ноябре 1997 среди «Авантюристов» Бориса Долматова. Борис привел ударника Гарика Багдагюляна из группы «РААГ» и гитариста Гарика Киреева из группы «Имя». Киреев привел басиста Георгия Титова. В таком составе записали первый альбом.
На протяжении последующих лет состав музыкантов неоднократно менялся, однако, помимо Оксаны Чушь, в его «ядро» постоянно входили Борис Долматов (гитара) и Джон Кукарямба (перкуссия). РЧА с песнями Оксаны Чушь в электрической диско-панковой обработке были признаны ярчайшим явлением клубной рок-сцены 1997—1999 годов. В одной программе группа нередко сочетала незатейливые танцевальные песенки и лиричные баллады с текстами о тяжкой женской доле, рок-н-ролл и сценическое действо.
Группа принимала участие в множестве фестивалей: в 1997 — «Единение», «Праздник Загубленного Детства», «Подземка», в 1998 — «Поющая Я», «Найденное поколение», «Против ветра», в 1999 — снова «Единение», фестиваль в Черноголовке, Праздник «МК» (площадка «Загубленного детства»), альтернативный День города «Неофициальная Москва», в 2000 — снова «Праздник загубленного детства». В 2001 группа попала на фестиваль женского вокала «Сирин» в Тюмени.
В начале 2000-х годов музыканты группы разбрелись, а Оксана Чушь периодически выступала под аккомпанемент мужа, басиста Роберта Мусина, и набирала новый состав.
В 2002 Оксана участвовала в телесериале «Светские хроники», где были использованы её песни. В этом же году у певицы родилась дочь. Песни Оксаны также вошли в саундтрек другого телесериала «Молоды и счастливы» (2005).
В интервью 2003 года Оксана говорила о своих планах:
Ждите большого облома. Потому что, во-первых, как я уже говорила, будет переименована группа. Во-вторых, мы изменим стиль, репертуар и всё-всё-всё. Настраивайтесь на спокойную музыку, на красивые песни — скорее мелодичные, чем ритмичные.
В 2006 году группа всё ещё выступала под своим оригинальным названием. Затем группа фактически прекратила деятельность на несколько лет. Возобновление выступления произошло с осени 2017 года: группа с частично обновлённым составом дала несколько концертов, в том числе представив новые песни.

## Состав
Первый состав 1996 года:
- Оксана Чушь (вокал, музыка, тексты)
- Александр Пеньков (гитара, вокал, музыка, тексты) — впоследствии ныне директор группы «Ковчег» Ольги Арефьевой)
- Джон Кукарямба (перкуссия, вокал)
- Михаил Машинистов (гитара)

Состав 1997—1999 годов:
- Оксана Чушь (вокал, музыка, тексты)
- Александр Пеньков (гитара, вокал, музыка, тексты) — впоследствии и ныне директор группы «Ковчег» Ольги Арефьевой)
- Джон Кукарямба (перкуссия, вокал)
- Георгий Титов (бас-гитара)
- Гарик Киреев (гитара)
- Гарик Багдагюлян (барабаны)

Состав 2000 года:
- Оксана Чушь (вокал, музыка, тексты)
- Георгий Титов (бас-гитара)
- Борис Долматов (гитара)
- Джон Кукарямба (перкуссия)
- Роман Бобровский (барабаны)
- Алексей Владовский (клавишные)

Состав на 2002 год:
- Оксана Чушь (вокал, музыка, тексты)
- Борис Долматов (гитара)
- Роберт Мусин (бас-гитара)
- Василий Борисов (клавишные)
- Валерий Волошин (перкуссия)

## Отзывы о творчестве
- Максим Кононенко (Mr. Parker):[9]

Застенчивая девушка пронзительной красоты с вызывающим именем Оксана Чушь исчезает, как только начинает петь. Вместо неё на сцене возникает сумасшедший калейдоскоп образов, стилей, штампов, эмоций, персонажей, ролей. А над всем этим витает, заполняет пространство и проникает в самые узкие щёлочки вашей памяти её невероятный голос, количество оттенков которого не поддается исчислению. Алла Пугачёва, Жанна Агузарова, Мирей Матьё, Ирина Богушевская, Алёна Апина, Диаманда Галас, Има Сумак и Монсеррат Кабалье — все они в голосе Оксаны...

Оксана Чушь — королева московского декаданса, Марк Алмонд в юбке, "пэтэушница и светская баба", боги которой ездят по небесам в черном лимузине.
- Алексей Мажаев (InterMedia):[10]

Песни «РЧА» испытывают влияние то романса, то шансона (в хорошем смысле этого слова) с небольшими вкраплениями рока и блюза, но в целом музыку Оксаны следует выделить в особый стиль, название которому пусть придумывают вышеописанные почитатели «авантюристов». Если сравнивать Чушь с более раскрученными персонажами, можно вспомнить имена Ирины Богушевской и Натальи Пивоваровой.
- Г. Шостак:[11]

Чем привлекла меня эта группа? Прежде всего — свободой. Во-первых, свободой от привычных клише, штампов и стереотипов. РЕГУЛЯРНЫЕ ЧАСТИ АВАНТЮРИСТОВ ни на кого не похожи.

Во-вторых, свободой стилистической: ЧАСТИ не укладываются в рамки какого-либо определенного стилевого направления. У них можно встретить буквально всё — от диско до джаз-рока, от фанка до ска, от советской эстрады конца 60-х до кабаре-рока...

## Дискография

### Магнитоальбомы
- В дивном лесу (1996)
- Tabula Rasa: unplugged (1997) (концертный бутлег)
- Taxman: Борьба С Весенней Депрессией (1998) (концертный бутлег)
- Регулярные части авантюристов (1998) (студия «Гам»)
- Невеста (1999) (студия «Бегущая по волнам»)

### Альбомы на CD
- Регулярные части авантюристов (2000) (мультимедийный CD-сингл) (студия «Триарий»)
- No, man, I’m not O.K. / Герои в гробу (2002) (студия «Форпост») (Двойной альбом. Первый диск (назван фразой из фильма «Криминальное чтиво») состоит из концертных записей 8 марта 2001 и 8 марта 2002 года. Второй диск — концертные акустические записи 1999 года)